# 金融幫
金融幫，是臺灣政經新聞中出現的名詞，亦有媒體使用過類似稱呼「財經幫」、「財金幫」、「財政幫」、「財稅幫」等。中華民國的財政金融官員和公股銀行要職大多出身國立政治大學、國立臺灣大學之經濟、財政等財經相關科系，如政大幫被認為早期從張則堯開始，後有王建煊、曾巨威、林全、許虞哲、丁克華等人。
王孟倫認為「金融幫」泛指金管會或財政部體系出身的官僚，而金融幫產生了諸多問題，一是金管會周邊相關單位，多由退休官員出任，而被抨擊為「肥貓」；二是財經高官卸任後轉任民間金融機構或上市櫃公司的董事或董總，被視為難以受到官方監督的「門神」。
立委黃國昌質詢時表示，現在許多財經主管機關事務官，卸任就直接轉到國營機構或周邊機構，變成下屬官員來監督轉任的上屬長官，如何發揮金融監督管理？他批評這是「金融幫亂象！」。
立委李俊俋質疑過去的財政部、金管會官員利用漏洞轉任公股金融機構，躲避公務員旋轉門條款。
立委曾銘宗認為，過去泛公股董總都是以酬庸為主，跟著政黨換人，才會不如民營的活力。
台大教授陳志龍於2017年4月出版「集團化公司治理與財經犯罪預防」，認為台灣沉淪的亂源為公貪瀆與類公貪瀆，認為馬政府八年執政期間，放任「司法幫」、「金融幫」及「交通幫」等幫派勢力盤據山頭，「球員兼裁判」一手主導巨型經濟犯罪發生，讓少數人利用公權力分食民脂民膏，就是台灣經濟難以改善的真正病因。